# Hiatus (linguistique)
Pour les articles homonymes, voir Hiatus.
En linguistique, un hiatus (du latin « ouverture de la bouche = parole prononcée, parole ») est une succession de deux voyelles appartenant à des syllabes différentes, soit à l'intérieur d'un mot (comme dans « aorte »), soit à la frontière de deux mots (« il va à… »).
L'hiatus est réputé cacophonique dans certaines langues, à commencer par les langues grecques et celles qui en ont hérité leurs vues grammaticales et linguistiques (les langues d'Europe occidentale, principalement), ce qui explique qu'en poésie on cherche fréquemment à l'éviter. Ainsi, à la lecture du vers français, on élide ou prononce des e caducs, afin de ne pas « heurter » l'oreille ; c'est de là que l'étymologie du mot puise son sens.
Sans aller si loin dans l'élimination automatique des hiatus, il est notable que de nombreuses langues d'Europe ont trouvé divers moyens grammaticalisés de s'en débarrasser :
- insertion d'un phonème éphelcystique : en français : « va-y » → « vas-y » ; en anglais, un r de liaison (en) peut se faire entendre : « law and order » sera prononcé « law-r and order ». Son emploi est considéré fautif ;
- réapparition d'un phonème de liaison : « les[z] enfants » ;
- aphérèse : en grec ancien ὦ ἄναξ / ỗ ánaks (« ô roi ! ») → ὦ ῎ναξ / ỗ ’naks ;
- coalescence : en sanskrit गण / gaṇa  (« troupe ») + इश / iśa (« seigneur ») = गणेश / Gaṇeśa (« Ganesh ») (mot composé) ;
- élision : la âme → l'âme ; si il → s'il ;
- utilisation d'une forme d'un mot autre que celle que l'on attend : ma âme → mon âme (alors que mon est normalement réservé aux masculins), castillan la alma, « l'âme » → el alma (même procédé), etc.

Toutes ces modifications appartiennent aux règles de sandhi de chaque langue et visent à favoriser l'euphonie.

## Grec ancien
En grec ancien, la consonne nasale ν (nu) était parfois ajoutée à la fin d'une forme verbale ou, beaucoup plus rarement, nominale pour éviter un hiatus jugé incommode dans cette langue. Il en est par exemple ainsi de la troisième personne du pluriel du verbe être lorsque celui-ci précédait, dans sa forme conjuguée, un mot commençant par une voyelle. On trouve ainsi, par exemple, εἰσι (« ils sont ») devant une consonne : εἰσι κακοί (« ils sont mauvais »), et εἰσιν devant une voyelle : εἰσιν ἐλεύθεροι (« ils sont libres »).
Dans cette situation, la consonne ajoutée est dite euphonique ou éphelcystique.